# Habromys lophurus
Habromys lophurus је врста глодара из породице хрчкова (Cricetidae).

## Распрострањење
Ареал врсте је ограничен на мањи број држава. Врста има станиште у Гватемали, Салвадору и Мексику.

## Станиште
Станиште врсте су шуме од 1.950 до 3.110 метара надморске висине.

## Угроженост
Ова врста је на нижем степену опасности од изумирања, и сматра се скоро угроженим таксоном.